# Sus lydekkeri
Sus lydekkeri (лат.) — вымерший вид млекопитающих из рода кабаны семейства свиней. Ископаемые остатки известны из плейстоценовых отложений (3,6—382,31 млн лет) Азии на территории Китая (провинции Хэбэй и Шэньси) и Вьетнама (провинция Лангшон).
Вид описал в 1928 году австрийско-шведский геолог и палеонтолог Отто Станский на основе нескольких фрагментов верхней и нижней челюстей, а также нескольких изолированных зубов при изучении фауны млекопитающих, раскопанной на стоянке пекинского человека в Чжоукоудянь. Одновременно с Sus lydekkeri на территории Китая обитал сходный вид Sus peii, но S. lydekkeri был обнаружен в основном в северном Китае, а S. peii — в южном Китае, с некоторым совпадением ареала двух видов вдоль определенных районов реки Янцзы. Морфологическое сходство между S. lydekkeri, S. peii и европейским видом из того же периода времени Sus strozzi, а также приспособляемость и способность свиней к расселению привели к предположению, что эти формы могут представлять собой один вид.